# Badstuestræde (København)
Badstuestræde er en gade i Københavns indre by. Gaden er kendt siden 1400-tallet og har navn efter Strandbadstuen, som lå nær havnen ved gadens udløb i Kompagnistræde. Badstuen blev lukket i 1509.